# Una mariposa con las alas ensangrentadas
Una mariposa con las alas ensangrentadas (Una farfalla con le ali insanguinate, The Bloodstained Butterfly en su título internacional) es una película italo-alemana del subgénero giallo, estrenada en Italia el 10 de septiembre de 1971 y en Alemania Occidental el 31 de agosto de 1972.
 
Fue dirigida por Duccio Tessari y protagonizada por el actor austriaco Helmut Berger.

## Argumento
En la ciudad de Bérgamo (Lombardia, Italia), un día lluvioso una mujer es testigo de un asesinato en un parque. 
La víctima es una joven estudiante francesa, alojada con una familia de la ciudad.
Giorgio, un joven pianista de carácter atormentado, no mantiene buenas relaciones con su familia, pero es feliz junto a su novia Françoise. Pero cuando ella aparece muerta en el parque, su frágil equilibrio se verá alterado. La policía arresta a un periodista de mediana edad como principal sospechoso del crimen; este pertenece al entorno de la víctima, es el padre de la compañera de estudios de la joven francesa asesinada. Giorgio no se contenta con la acción de la justicia. 
Poco después conoce a Sarah, que resultará ser la hija de Alessandro Marchi, el presunto culpable del crimen...

## Reparto
- Helmut Berger ... Giorgio
- Giancarlo Sbragia ... Alessandro Marchi
- Evelyn Stewart ... Maria Marchi
- Silvano Tranquilli	... Inspector Berardi
- Wendy D'Olive ... Sarah Marchi
- Günther Stoll ... Giulio Cordaro
- Carole André ... Françoise Pigaut
- Anna Zinnemann	... Anna Bellini
- Lorella De Luca ... Marta Clerici
- Stefano Oppedisano
- Dana Ghia ... Madre de Giorgio
- Wolfgang Preiss ... Fiscal
- Federica Tessari
- Peter Shepherd	... Ayudante del inspector
- Gabriella D'Olive ... Gabriella Giusti
- Antonio Anelli	... Periodista (sin acreditar)
- Aristide Caporale ... Fattorino (sin acreditar)
- Pietro Ceccarelli ... Masseur (sin acreditar)
- Giorgio Chinaglia ... Él Mismo (sin acreditar)
- Francesco D'Adda ... Testigo ocular (sin acreditar)
- Giuseppe Marrocco ... Periodista (sin acreditar)
- Duccio Tessari	... Ojo del asesino (sin acreditar)[1]